# Чапля двоморфна
Чапля двоморфна (Egretta dimorpha) — вид птахів родини чаплевих (Ardeidae).

## Поширення
Вид поширений на Коморських островах, Мадагаскарі, Майотті, Сейшельських островах і на узбережжі Східної Африки — від південного Сомалі через Кенію і Танзанію до північного Мозамбіку. Ця чапля мешкає у вологих районах з мілководдям.